# Spicks and Specks
Spicks and Specks ist das zweite Musikalbum der Bee Gees, 1966 in Australien veröffentlicht.

## Produktion
Zu Beginn des Jahres 1966 hatten die Bee Gees einen neuen Plattenvertrag mit Spin Records, dem Label des Produzenten Nat Kipner. Kipner schickte die Brüder zu seinem Freund Ossie Byrne, der in Hurstville das St. Clair Studio betrieb. Byrne hatte einen guten Ruf wegen seiner stets künstlerorienterten Arbeit. Die Brüder Gibb nutzten die Möglichkeit, sich dort als Band weiterzuentwickeln. Aber auch jeder einzelne der Brüder sollte seine ganz speziellen Fähigkeiten entdecken und lernen, diese im Rahmen der Band auch umzusetzen.
Barry, Robin & Maurice Gibb nutzten die Chance und komponierten so viel wie nie zuvor, zumal sich Robin und Maurice Gibb erstmals an dem kreativen Prozess beteiligten. Maurice Gibb schrieb gemeinsam mit Nat Kipner Songs für April Byron, Barrington Davis oder auch The Mystics, die zumeist sofort an Ort und Stelle eingespielt und auch als Singles veröffentlicht wurden. Selbst spielten die Bee Gees in diesen Wochen im Sommer 1966 Material für mehrere Alben ein, darunter auch Backing-Tracks für verschiedene Songs, die später von Ronnie Burns veröffentlicht wurden.
Nachdem die im Sommer 1966 veröffentlichte Single „Monday’s Rain“ unbeachtet geblieben war, schaffte es die Nachfolgesingle „Spicks and Specks“ an die Spitze einiger regionaler Charts, wodurch sich auch das Album zum ersten Album-Topseller der Bee Gees in Australien entwickelte.

## Titelliste
Seite 1:
1. Monday’s Rain (Barry Gibb)
2. How Many Birds (Barry Gibb)
3. Playdown (Barry Gibb)
4. Second Hand People (Barry Gibb)
5. I Don’t Know Why I Bother With Myself (Robin Gibb)
6. Big Chance (Barry Gibb)

Seite 2:
1. Spicks and Specks (Barry Gibb)
2. Jingle Jangle (Barry Gibb)
3. Tint of Blue (Barry Gibb, Robin Gibb)
4. Where Are You (Maurice Gibb)
5. Born a Man (Barry Gibb)
6. Glass House (Barry Gibb, Robin Gibb)

## Ausgaben
Das Album erschien 1968 außerhalb Australiens unter dem Titel »Rare, Precious & Beautiful Vol. 1« (in Deutschland auf dem DGG Sublabel Karussell). Ab den späten 1970er-Jahren wurde dieses Material auf unzähligen Billiglabels zunächst als LP, später auch im CD-Format wiederveröffentlicht.
2013 erschien die australische 3CD-Box »The Festival Album Collection 1965-67«, innerhalb der das Album – inklusive originalem Artwork – nach 47 Jahren erstmals wieder veröffentlicht wurde.
- 1966 AUS: Spin EL 32031 (LP, Mono)
- 1968: Karussell 635 063 (LP, Mono, Rare, Precious & Beautiful Vol. 1)
- 2013 AUS: Festival/Warner FEST601006 (CD-Box, Mono, The Festival Album Collection 1965-67)

## Trivia
Das Album sollte ursprünglich unter dem Titel Monday’s Rain ohne den Song Spicks and Specks veröffentlicht werden. Als sich die Single jedoch gut verkaufte, wurde der Song All of My Life vom Album gestrichen, durch Spicks and Specks ersetzt und der Titel des Albums geändert. Ob das Album mit dem geplanten Titel Monday’s Rain tatsächlich je veröffentlicht wurde, ist unter Fans umstritten.
Spicks and Specks ist außerdem der Titel einer Musik-Quizshow beim australischen TV-Sender ABC, die den Bee-Gees-Titel auch als Erkennungsmelodie nutzt.
Das Lied Spicks and Specks nimmt Basslinien von Johann Pachelbels bekanntem Kanon und Gigue in D-Dur auf, wobei jeder Basston doppelt gespielt wird. Auf der gleichen harmonischen Grundlage beruht auch das 1973 veröffentlichte Wenn ein Mensch lebt von den Puhdys, das dem Bee Gees-Song ähnelt.